# Теорія мотивації Девіда Мак Клелланда
Теорія мотивації Девіда МакКлелланда. Має також назву теорії трьох потреб.
У 40-вих роках американський вчений Девід МакКлелланд із групою своїх колег зайнявся вивченням людських спонукань. Результати цих досліджень наштовхнули його на висновок: протягом життя людина засвоює певні основні мотиви, які можна розділити на три групи:
- Мотивація досягнення (прагнення добитись найкращого вирішення складних проблем) — потреба в успішності;
- Мотивація афіліації (потреба налагоджувати гарні стосунки із оточуючими людьми) — потреба у приналежності;
- Мотивація влади (прагнення впливати на поведінку інших) — потреба у владі.

У кожному конкретному випадку той чи інший мотив може бути більш чи менш вираженим, і кожна людина відрізняється їх унікальним поєднанням. Але існує оптимальне поєднання для певної діяльності, до того ж висока мотивація досягнення у більшості випадків є бажаною, навіть необхідною.
Потреба успішності в рамках ієрархічної структури Маслоу знаходиться десь між потребою у повазі і потребою у самовираженні. Вона проявляється у прагненні індивіда виконувати складні завдання, досягнути високих стандартів якості роботи, перевершити інших. Для таких людей важливо постійно отримувати результат. Наявність таких потреб впливає на активність та результативність. Люди з високорозвиненою потребою в успішності ризикують помірно, люблять ситуації, у яких можуть взяти на себе особисту відповідальність та хочуть, щоб досягненні ними результати відповідно заохочувались. Для кращої мотивації таких людей необхідно ставити перед ними задачі із помірним ступенем ризику чи можливістю невдачі, регулярно заохочувати їх, забезпечити їх тими повноваженнями, які б дозволили брати ініціативу у вирішені поставлених задач.
Мотивація на основі потреби у приналежності схожа з мотивацією за Маслоу. Такі люди зацікавлені у компанії знайомих, налагоджені дружніх відносин, надані допомоги іншим. Вони є хорошими «інтеграторами», вміють налагоджувати нормальні відносини у колективі, можуть усувати конфлікти із клієнтами. Люди із розвинутою потребою в афіліації будуть зацікавлені у такій роботі, яка буде забезпечувати їм широкі можливості соціального спілкування. Керівникам в таких випадках не слід обмежувати міжособистісні контакти та відносини.
Потреба у владі частіше виражається як бажання впливати на інших людей. У порівняні із ієрархією Маслоу, потреба у владі також знаходиться десь поміж потребами у повазі та самовираженні. Зазвичай люди з такими потребами проявляють себе як активних та енергійних, вони не бояться відстоювати свої першочергові переконання та не бояться конфліктів. Вони гарні оратори і потребують привернення уваги інших до себе. Зацікавленість цих людей привертає керівництво саме тому, що воно дає змогу проявити та реалізувати себе.
Хоча усі члени будь-якої організації в якійсь мірі відчувають потребу в успішності, владі та приналежності, Макклелланд, на основі результатів свого дослідження, виділив три характерні типи керівників:
- Так звані інституціональні керівники, які відчувають більшу потребу у владі, ніж в приналежності, та володіють більш високим рівнем самоконтролю.
- Керівники, в яких потреба у владі розвинута більше, ніж у приналежності, але які є більш відкритими та соціально активними, ніж інституціональні.
- Керівники, які мають більш виражену потребу в приналежності, ніж у владі, і які так само відкриті і соціально активні.

Дослідження припускає, що представники перших двох груп є найкращими керівниками саме через свою потребу у владі.
Робота Макклелланда також показала, що потребу в успішності можна розвинути в самій людині, і в результати отримати більш ефективну роботу. Також треба пам'ятати, що люди, які орієнтовані на успіх, частіше за все цього успіху й досягають. Але організація так само може отримати велику вигоду від комбінації усіх трьох типів керівників.